# Station Stephansfeld
Station Stephansfeld is een spoorwegstation in de Franse gemeente Brumath.